# Капнек, Эмили
Эмили Капнек (англ. Emily Kapnek, род. 27 марта 1972) — американский телевизионный сценарист, продюсер и режиссёр. Капнек поднялась на видное место как создатель анимационного ситкома «Как говорит Джинджер» (2000—2006), который принес ей три номинации на премию «Эмми». Затем она создала недолго просуществовавший ситком «Пять причин сказать „Нет“» (2006) для ABC, а также работала продюсером в сериалах «Жеребец» (2009) и «Парки и зоны отдыха» (2010—2011).
Основным успехом в карьере Капнек стал ситком ABC «Пригород», где она выступала создателем, исполнительным продюсером, режиссёром и шоураннером. Шоу транслировалось с 2011 по 2014 год, добиваясь рейтингового успеха и похвалы от критиков в своем первом сезоне. После его закрытия, Капнек запустила очередной ситком, «Селфи» (2014), также на ABC. В 2018 на том же канале вышел её новый проект «Разделённые вместе».